# Mahmud al-Kashgari

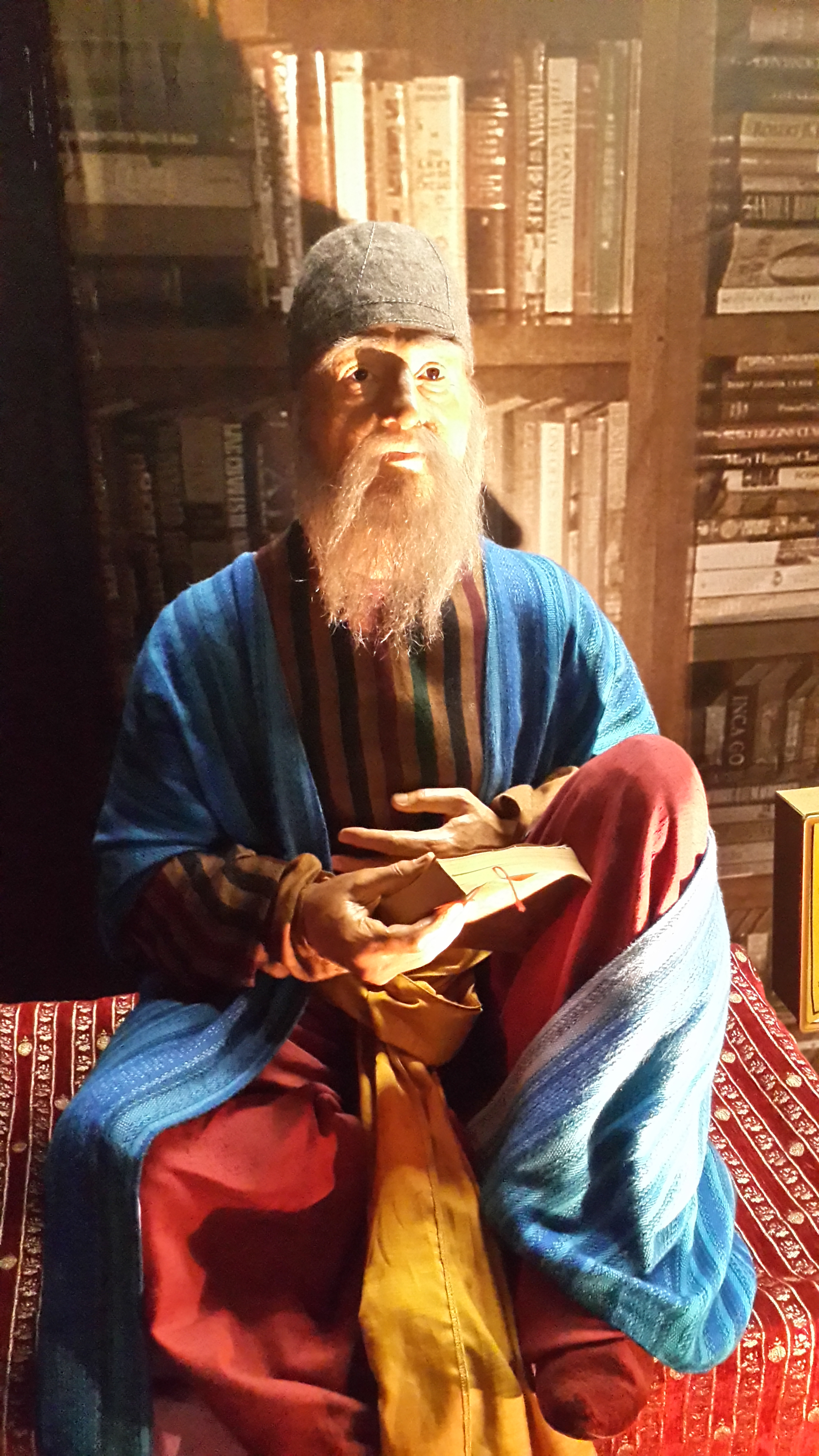
Estatua de cera de Mahmud al-Kashgari en exhibición en Estambul, Turquía.

Mahmud ibn Hussayn ibn Muhammed al-Kashgari (en árabe: محمود بن الحسين بن محمد الكاشغري - Maḥmūd ibnu 'l-Ḥussayn ibn Muḥammad al-Kāšġarī; turco: Mahmûd bin Hüseyin bin Muhammed El Kaşgari, Kaşgarlı Mahmûd; uigur: مەھمۇد قەشقىرī, Mehmud Qeshqiri, Мәһмуд Қәшқири) fue un erudito qarajánida del siglo XI y lexicógrafo de las lenguas túrquicas, originario de Kasgar. En sus obras plasma la dialéctica contra la cultura de los uigures no musulmanes del reino de Qocho, con calificativos como «perros» y «tat» (infieles), que les cargaron de significado negativo previo a su exterminio.
Su padre, Hussayn, fue alcalde de Barsgan, una ciudad en la parte sureste del lago Issyk-Kul (actual Barskoon, en la provincia de Ysyk-Kol en el norte de Kirguistán) y estaba relacionado con la dinastía gobernante del kanato Qarajánida.

## Obra

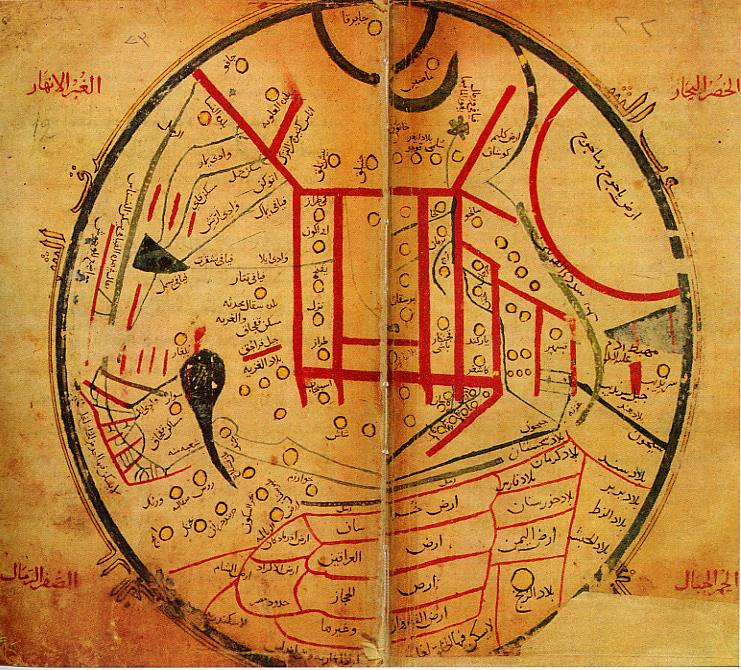
Mapa de los pueblos túrquicos de Mahmud al-Kashgari, siglo XI

Al-Kashgari estudió las lenguas túrquicas de su tiempo y en Bagdad compuso el primer diccionario completo de lenguas turcas, el Dīwān Lughāt al-Turk (en árabe: «Compendio de las lenguas de los turcos») entre 1072 y 1074. Estaba destinado a ser utilizado por el califato abasí, entonces nuevos aliados árabes de los turcos. El diccionario completo de Mahmud al-Kashgari, editado posteriormente por el historiador turco Ali Amiri, contiene especímenes de la antigua poesía turca en la forma típica de cuartetos (perso-árabe رباعیات rubā'iyāt, turco: dörtlük), que representan los principales géneros: épico, pastoral, didáctico, lírico y elegíaco. Su libro también incluyó el primer mapa conocido de las áreas habitadas por los pueblos turcos. Este mapa se encuentra en la Biblioteca Nacional de Estambul.
Abogó por el monolingüismo y el purismo lingüístico de las lenguas túrquicas, y creyó en la superioridad de los pueblos nómadas (las tribus túrquicas habían sido tradicionalmente nómadas) sobre las poblaciones urbanas. La mayoría de sus contemporáneos de lengua turca eran bilingües en tayiko (una lengua persa), que era entonces el idioma urbano y literario de Asia Central.
Tal como era una práctica común entre sus colegas contemporáneos, al-Kashgari a menudo citaba proverbios y poemas para ejemplificar el uso de las palabras. Organizadas de acuerdo a su contenido y su esquema métrico y rítmico, la mayoría de las estrofas se dividen en ciclos claramente delineables, relacionados con la guerra o la caza, la elegía de muerte, el amor, la naturaleza o la sabiduría proverbial.
Uno de los poemas más históricamente significativos de al-Kashgari, habla de la conquista turco-islámica del último de los renombrados reinos budistas de Asia Central, el reino de Jotán de los saces iraníes:
```
¡Bajamos sobre ellos como una inundación!
```

```
¡Salimos entre sus ciudades!
```

```
Derribamos los ídolos de los templos
```

```
¡Cantamos en la cabeza del Buda!
[
11
]
[
12
]
```

Los reinos túrquicos qarajánida y uigur de Qocho fueron ambos estados fundados por los invasores, mientras que las poblaciones nativas de la región eran los pueblos iraní y tocario junto con algunos chinos en Qocho e indios, que se casaron y se mezclaron con los invasores turcos, y prominentes miembros qarajánidas como Mahmud al-Kashghari mantuvieron una posición alta entre los uigures contemporáneos.
Los turcos qarajánidas musulmanes emprendieron la yihad contra los turcos uigures budistas durante la islamización y la turquización de Sinkiang. La adoración turca no musulmana del dios túrquico Tengri fue burlada e insultada por Mahmud al-Kashgari, quien escribió un verso referido a ellos: - Los Infieles - ¡Que Dios los destruya! Asimismo, al-Kashgari insultó a los budistas uigures como «perros uigures». Mientras Kashgari mostraba una actitud diferente hacia las creencias de los adivinos turcos y las «costumbres nacionales», expresó hacia el budismo un odio en su Diwan, donde escribió un ciclo de versos sobre la guerra contra los budistas uigures. Palabras de origen budista como toyin (clérigo o sacerdote) y Burxān o Furxan (es decir, Buda, que adquiere el significado genérico de «ídolo» en la lengua turca de Kashgari) tenían connotaciones negativas para los turcos musulmanes.

## Muerte

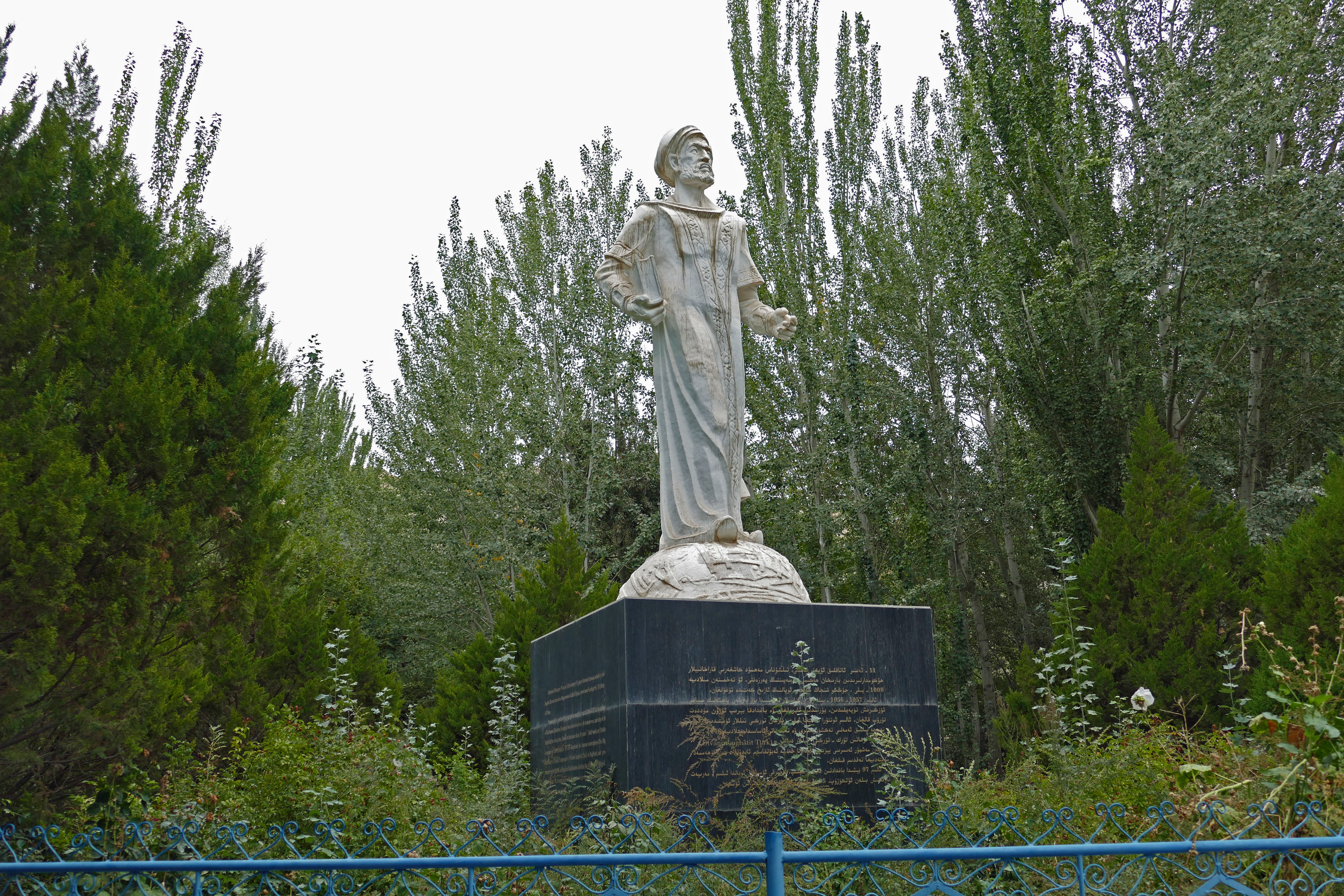
Mausoleo de al-Kashgari en Upal, Sinkiang.

Algunos investigadores piensan que Mahmud al-Kashgari murió en 1102 a la edad de 97 años en Upal, una pequeña ciudad al suroeste de Kashgar, y que fue enterrado allí. En la actualidad, hay un mausoleo erigido en su tumba. Pero algunos autores modernos rechazan esta afirmación, diciendo que la fecha de su muerte es simplemente desconocida.
Algunos afirman que en verdad Mahmad Kashghari era Hazrat Mullam.

## Legado
Los uigures, los kirguises y los uzbekos reclaman a Mahmud al-Kashgari como parte de sus respectivos grupos étnicos.
Una universidad de estudios orientales, situada en Biskek, capital de la Kirguistán postsoviética, fue nombrada como Makhmud Kashghari, en la década de 1990.
La UNESCO declaró a 2008 como el año de Mahmud al-Kashgari, año en que se fectuaron diversos eventos en conmemoración de los mil años de su nacimiento.